# Казахстан на зимних Олимпийских играх 2006
Олимпи́йская сбо́рная Казахста́на на XX зи́мних Олимпи́йских и́грах в Турине была представлена 67 спортсменами, которые соревновались в 4 видах спорта и 7 дисциплинах (биатлоне, горнолыжном спорте, конькобежном спорте, лыжных гонках, прыжках с трамплина, фристайле и хоккее). Руководителем делегации являлся председатель Комитета по делам спорта Министерства культуры и спорта Казахстана Даулет Турлыханов.
За золотую медаль правительство Казахстана готово было выплатить спортсменам по 200 тысяч долларов — больше, чем любая другая страна, принимавшая участие в Олимпийских играх. За второе место полагалось 150 тысяч долларов, за третье — 50 тысяч долларов, за места с четвёртое по шестое — по 30 тысяч долларов. До начала Олимпиады эксперты считали шансы олимпийцев из Казахстана минимальными, к примеру, букмекерская контора Sportsbook.com расценивала шансы хоккейной команды на завоевание золота как 1:250. По итогам игр сборная не смогла завоевать ни одной олимпийской медали.

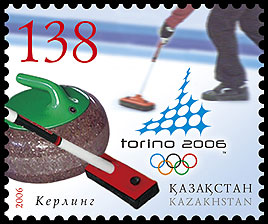
Почтовая марка Казахстана 2006 года «Зимние Олимпийские Игры в г. Турин. Кёрлинг». Тираж 50 000 штук.

## 

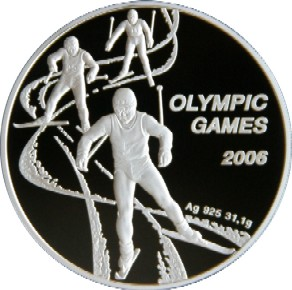
Реверс казахстанской памятной монеты номиналом 100 тенге, посвящённой лыжным гонкам на Олимпийских играх 2006

## Биатлон
| Спортсмены         | Дисциплина                     | Промахи | Результат                   | Место |
| ------------------ | ------------------------------ | ------- | --------------------------- | ----- |
| Александр Червяков | Спринт на 10 км                | 2       | 29:27,1                     | 58    |
| Александр Червяков | Гонка преследования на 12,5 км | 8       | +8:08,2                     | 55    |
| Александр Червяков | Индивидуальная гонка на 20 км  | 6       | 1:03:56,4                   | 74    |
| Анна Лебедева      | Спринт на 7,5 км               | 2       | 25:21,8                     | 52    |
| Анна Лебедева      | Гонка преследования на 10 км   | 6       | Отстала больше, чем на круг | —     |
| Анна Лебедева      | Индивидуальная гонка на 15 км  | 4       | 56:45,5                     | 49    |

## Горнолыжный спорт
| Спортсмены      | Дисциплина              | Попытка 1      | Попытка 2 | Сумма   | Место |
| --------------- | ----------------------- | -------------- | --------- | ------- | ----- |
| Виктор Рябченко | Слалом-гигант — мужчины | 1:29,52        | 1:31,14   | 3:00,66 | 33    |
| Виктор Рябченко | Слалом — мужчины        | не финишировал | —         | —       | —     |
| Вера Ерёменко   | Слалом-гигант — женщины | 1:10,32        | 1:19,43   | 2:29,75 | 36    |
| Вера Ерёменко   | Слалом — женщины        | 50,73          | 55,27     | 1:46,00 | 47    |

## Конькобежный спорт
| Спортсмен        | Дисциплина       | Финал   | Финал   | Финал     | Место |
| Спортсмен        | Дисциплина       | Заезд 1 | Заезд 2 | Результат | Место |
| ---------------- | ---------------- | ------- | ------- | --------- | ----- |
| Александр Жигин  | 500 м (мужчины)  | 36,88   | 36,92   | 73,80     | 34    |
| Александр Жигин  | 1000 м (мужчины) | —       | —       | 1:12,36   | 36    |
| Алексей Беляев   | 1500 м (мужчины) | —       | —       | 1:52,20   | 39    |
| Дмитрий Бабенко  | 5000 м (мужчины) | —       | —       | 6:42,25   | 23    |
| Наталья Рыбакова | 3000 м (женщины) | —       | —       | 4:38,76   | 28    |

## Лыжные гонки
| Дисциплина                                      | Спортсмены                                                                 | Результат                        | Место |
| ----------------------------------------------- | -------------------------------------------------------------------------- | -------------------------------- | ----- |
| Дуатлон 15 км х 15 км (мужчины)                 | Максим Однодворцев                                                         | 1:17:09,6                        | 9     |
| Дуатлон 15 км х 15 км (мужчины)                 | Андрей Головко                                                             | 1:19:34,3                        | 30    |
| Дуатлон 15 км х 15 км (мужчины)                 | Дмитрий Ерёменко                                                           | 1:22:09,9                        | 45    |
| Дуатлон 15 км х 15 км (мужчины)                 | Андрей Кондрышев                                                           | 1:25:51,4                        | 61    |
| Командный спринт (мужчины)                      | Николай Чеботько, Евгений Кошевой                                          | 17:25,1                          | 6     |
| Индивидуальная гонка на 15 километров (мужчины) | Дмитрий Ерёменко                                                           | 40:42,8                          | 31    |
| Индивидуальная гонка на 15 километров (мужчины) | Максим Однодворцев                                                         | 40:53,2                          | 37    |
| Индивидуальная гонка на 15 километров (мужчины) | Андрей Головко                                                             | 40:58,0                          | 38    |
| Индивидуальная гонка на 15 километров (мужчины) | Алексей Полтаранин                                                         | 41:09,7                          | 40    |
| Эстафетная гонка 4х10 км (мужчины)              | Андрей Головко, Дмитрий Ерёменко, Максим Однодворцев, Евгений Кошевой      | 1:49:03,6                        | 13    |
| Спринт (мужчины)                                | Евгений Кошевой                                                            | в 1/4 финала (в квал. — 2:18,88) | 11-15 |
| Спринт (мужчины)                                | Николай Чеботько                                                           | 2:21,23                          | 35    |
| Спринт (мужчины)                                | Евгений Сафонов                                                            | 2:22,99                          | 45    |
| Спринт (мужчины)                                | Сергей Черепанов                                                           | 2:26,48                          | 55    |
| Гонка на 50 км с масс-старта (мужчины)          | Максим Однодворцев                                                         | 2:06:23,4                        | 13    |
| Гонка на 50 км с масс-старта (мужчины)          | Андрей Головко                                                             | 2:07:19,6                        | 29    |
| Гонка на 50 км с масс-старта (мужчины)          | Денис Кривушкин                                                            | 2:08:05,3                        | 37    |
| Гонка на 50 км с масс-старта (мужчины)          | Андрей Кондрышев                                                           | 2:13:24,2                        | 54    |
| Дуатлон 7,5 км х 7,5 км (женщины)               | Светлана Малахова-Шишкина                                                  | 44:00,0                          | 12    |
| Дуатлон 7,5 км х 7,5 км (женщины)               | Елена Коломина                                                             | 45:44,1                          | 25    |
| Дуатлон 7,5 км х 7,5 км (женщины)               | Оксана Яцкая                                                               | 46:57,0                          | 41    |
| Дуатлон 7,5 км х 7,5 км (женщины)               | Евгения Волошенко                                                          | 48:17,2                          | 50    |
| Командный спринт (женщины)                      | Оксана Яцкая, Елена Коломина                                               | 17:42,8                          | 9     |
| Индивидуальная гонка на 10 километров (женщины) | Светлана Малахова-Шишкина                                                  | 29:24,1                          | 14    |
| Индивидуальная гонка на 10 километров (женщины) | Евгения Волошенко                                                          | 30:47,1                          | 40    |
| Индивидуальная гонка на 10 километров (женщины) | Елена Антонова                                                             | 31:04,4                          | 42    |
| Индивидуальная гонка на 10 километров (женщины) | Наталья Исаченко                                                           | 32:52,9                          | 61    |
| Эстафетная гонка 4х5 км (женщины)               | Оксана Яцкая, Евгения Волошенко, Елена Коломина, Светлана Малахова-Шишкина | 57:52,9                          | 13    |
| Спринт (женщины)                                | Елена Коломина                                                             | 2:20,28                          | 38    |
| Спринт (женщины)                                | Наталья Исаченко                                                           | 2:21,22                          | 45    |
| Спринт (женщины)                                | Оксана Яцкая                                                               | 2:22,12                          | 46    |
| Спринт (женщины)                                | Дарья Старостина                                                           | 2:27,58                          | 60    |
| Гонка на 30 км с масс-старта (женщины)          | Оксана Яцкая                                                               | 1:25:30,5                        | 15    |
| Гонка на 30 км с масс-старта (женщины)          | Елена Коломина                                                             | 1:26:06,4                        | 19    |
| Гонка на 30 км с масс-старта (женщины)          | Наталья Исаченко                                                           | 1:30:04,3                        | 38    |
| Гонка на 30 км с масс-старта (женщины)          | Светлана Малахова-Шишкина                                                  | 1:30:41,5                        | 40    |

## Прыжки на лыжах с трамплина
Трамплин К-120
| Спортсмены       | Квалификация | Прыжки финального раунда | Прыжки финального раунда | Прыжки финального раунда | Итоговое место |
| Спортсмены       | Квалификация | 1-й раунд                | Финальный раунд          | Итого                    | Итоговое место |
| ---------------- | ------------ | ------------------------ | ------------------------ | ------------------------ | -------------- |
| Радик Жапаров    | 86,7 очков   | 95,7 очков               | —                        | —                        | 31             |
| Иван Караулов    | 92,1 очков   | 68,9 очков               | —                        | —                        | 46             |
| Николай Карпенко | 84,6 очков   | 65,2 очков               | —                        | —                        | 48             |
| Алексей Королёв  | 63,5 очков   | —                        | —                        | —                        | —              |

Трамплин К-90
| Спортсмены       | Квалификация      | Прыжки финального раунда | Прыжки финального раунда | Прыжки финального раунда | Итоговое место |
| Спортсмены       | Квалификация      | 1-й раунд                | Финальный раунд          | Итого                    | Итоговое место |
| ---------------- | ----------------- | ------------------------ | ------------------------ | ------------------------ | -------------- |
| Радик Жапаров    | 110,00 очков      | 115,00 очков             | 112,00 очков             | 227,00 очков             | 26             |
| Иван Караулов    | 109,00 очков      | 102,00 очков             | —                        | —                        | 46             |
| Алексей Королёв  | 86,50 очков       | —                        | —                        | —                        | —              |
| Николай Карпенко | дисквалифицирован | —                        | —                        | —                        | —              |

Трамплин К-120, командное первенство
| Спортсмены       | 1-й раунд    | Финальный раунд | Итого | Итоговое место |
| ---------------- | ------------ | --------------- | ----- | -------------- |
| Николай Карпенко | 84,80 очков  | —               | —     | —              |
| Радик Жапаров    | 85,70 очков  | —               | —     | —              |
| Алексей Королёв  | 69,70 очков  | —               | —     | —              |
| Иван Караулов    | 82,00 очков  | —               | —     | —              |
| Сумма            | 322,20 очков | —               | —     | 12             |

## Фристайл
| Дисциплина      | Спортсмены       | Квалификация | Квалификация | Финал     | Финал     |
| Дисциплина      | Спортсмены       | Очки         | Место        | Очки      | Место     |
| --------------- | ---------------- | ------------ | ------------ | --------- | --------- |
| Могул — мужчины | Дмитрий Бармашов | не закончил  | не закончил  | не прошёл | не прошёл |
| Могул — мужчины | Дмитрий Рейхерд  | 18,33        | 33           | не прошёл | не прошёл |
| Могул — женщины | Дарья Рыбалова   | 18,70        | 25           | не прошла | не прошла |
| Могул — женщины | Юлия Родионова   | 16,76        | 28           | не прошла | не прошла |

## Хоккей

### Состав
| №               | Имя                  | Клуб                    | Дата рождения    | Возраст | Игр     | Шайб    | Передач |
| Вратари         | Вратари              | Вратари                 | Вратари          | Вратари | Вратари | Вратари | Вратари |
| --------------- | -------------------- | ----------------------- | ---------------- | ------- | ------- | ------- | ------- |
| 1               | Кирилл Зиновьев      | Барыс                   | 22 февраля 1979  | 26      | 0       | 0       |         |
| 20              | Виталий Колесник     | Колорадо Эвеланш        | 20 августа 1979  | 26      | 2       | −6      |         |
| 31              | Виталий Еремеев      | Динамо (Москва)         | 23 сентября 1975 | 30      | 3       | −10     |         |
| Защитники       |                      |                         |                  |         |         |         |         |
| 2               | Алексей Васильченко  | Нефтехимик              | 29 марта 1981    | 24      | 5       | 0       | 1       |
| 11              | Владимир Антипин     | Химик (Воскресенск)     | 18 апреля 1970   | 35      | 5       | 1       | 0       |
| 12              | Олег Коваленко       | Казцинк-Торпедо         | 11 февраля 1975  | 31      | 5       | 0       | 0       |
| 16              | Евгений Блохин       | ХК МВД                  | 29 мая 1979      | 26      | 2       | 0       | 0       |
| 26              | Андрей Савенков      | Казцинк-Торпедо         | 7 марта 1975     | 30      | 2       | 0       | 1       |
| 30              | Денис Шемелин        | Нефтехимик              | 24 июля 1978     | 27      | 5       | 0       | 0       |
| 43              | Евгений Пупков       | СКА                     | 18 января 1976   | 30      | 5       | 0       | 0       |
| 52              | Алексей Коледаев     | Сибирь                  | 27 марта 1976    | 29      | 5       | 0       | 0       |
| 64              | Артём Аргоков        | Металлург (Новокузнецк) | 16 января 1976   | 30      | 5       | 0       | 0       |
| Нападающие      |                      |                         |                  |         |         |         |         |
| 17              | Александр Корешков   | Казцинк-Торпедо         | 28 октября 1968  | 37      | 5       | 1       | 2       |
| 18              | Константин Шафранов  | Крылья Советов          | 11 сентября 1968 | 39      | 5       | 0       | 0       |
| 19              | Евгений Корешков     | Казцинк-Торпедо         | 11 марта 1970    | 35      | 5       | 5       | 2       |
| 21              | Дмитрий Дударев      | Ак Барс                 | 23 февраля 1976  | 29      | 5       | 0       | 0       |
| 22              | Андрей Огородников   | Казцинк-Торпедо         | 29 августа 1982  | 23      | 5       | 0       | 0       |
| 23              | Андрей Пчеляков      | Крылья Советов          | 19 февраля 1972  | 33      | 5       | 0       | 0       |
| 25              | Андрей Самохвалов    | Химик (Воскресенск)     | 10 мая 1975      | 30      | 5       | 0       | 0       |
| 34              | Сергей Александров   | Казцинк-Торпедо         | 29 апреля 1978   | 27      | 5       | 1       | 0       |
| 36              | Дмитрий Уппер        | ЦСКА                    | 27 июля 1978     | 27      | 5       | 0       | 1       |
| 55              | Андрей Трощинский    | Казцинк-Торпедо         | 14 февраля 1978  | 28      | 5       | 0       | 1       |
| 79              | Фёдор Полищук        | СКА                     | 4 июля 1979      | 26      | 5       | 0       | 1       |
| 80              | Николай Антропов (к) | Торонто Мейпл Лифс      | 18 февраля 1980  | 25      | 5       | 1       | 0       |
| Главный тренер  |                      |                         |                  |         |         |         |         |
| Флаг Казахстана | Николай Мышагин      | Николай Мышагин         | 15 октября 1955  | 50      |         |         |         |

### Результаты
Хоккейная сборная Казахстана выбыла с Олимпийских игр после групповой стадии. На этом этапе команда выступала в группе В, где её соперниками были команды из Словакии, России, Швеции, США и Латвии. По итогам игр казахстанская сборная проиграла четыре матча и одержала победу в последней игре против Латвии. В итоговом зачёте хоккейная сборная из Казахстана заняла 9 место из 12 команд.
Группа B
| Команды   | Игр | В | Н | П | Шайбы | Очки |
| --------- | --- | - | - | - | ----- | ---- |
| Словакия  | 5   | 5 | 0 | 0 | 18-8  | 10   |
| Россия    | 5   | 4 | 0 | 1 | 23-11 | 8    |
| Швеция    | 5   | 3 | 0 | 2 | 15-12 | 6    |
| США       | 5   | 1 | 1 | 3 | 13-13 | 3    |
| Казахстан | 5   | 1 | 0 | 4 | 9-16  | 2    |
| Латвия    | 5   | 0 | 1 | 4 | 11-29 | 1    |

| 15 февраля 2006                               | \| Казахстан \| 2 : 7 (0:3, 1:4, 1:0) \| Швеция \| \| Евгений Корешков 20:17 Владимир Антипин 48:33 \| Голы \| Даниэль Тьернквист 7:45 Даниэль Альфредссон 10:46 Хенрик Седин 16:06 Пер-Юхан Аксельссон 28:47 Матс Сундин 31:08 Даниэль Седин 35:31 Даниэль Тьернквист 36:21 \| | Торино Эспозиционе, Турин Зрителей: 2200 Судья: Владимир Шиндлер                                                                                              |
| Казахстан                                     | 2 : 7 (0:3, 1:4, 1:0) | Швеция |
| Евгений Корешков 20:17 Владимир Антипин 48:33 | Голы | Даниэль Тьернквист 7:45 Даниэль Альфредссон 10:46 Хенрик Седин 16:06 Пер-Юхан Аксельссон 28:47 Матс Сундин 31:08 Даниэль Седин 35:31 Даниэль Тьернквист 36:21 |

| 16 февраля 2006                                                            | \| США \| 4 : 1 (3:0, 0:0, 1:1) \| Казахстан \| \| Билл Герин 1:34 Брайан Ролстон 8:31 Брайан Джионта 16:50 Майк Модано 41:53 \| Голы \| Евгений Корешков 41:20 \| | Паласпорт Олимпико, Турин Зрителей: 3400 Судья: Томас Андерссон |
| США                                                                        | 4 : 1 (3:0, 0:0, 1:1) | Казахстан                                                       |
| Билл Герин 1:34 Брайан Ролстон 8:31 Брайан Джионта 16:50 Майк Модано 41:53 | Голы | Евгений Корешков 41:20                                          |

| 18 февраля 2006 | \| Казахстан \| 0 : 1 (0:0, 0:1, 0:0) \| Россия \| \| \| Голы \| Александр Харитонов 31:28 \| | Торино Эспозиционе, Турин Зрителей: 3660 Судья: Кристер Леркинг |
| Казахстан       | 0 : 1 (0:0, 0:1, 0:0)                                                                         | Россия                                                          |
|                 | Голы                                                                                          | Александр Харитонов 31:28                                       |

| 19 февраля 2006                       | \| Словакия \| 2 : 1 (0:1, 1:0, 1:0) \| Казахстан \| \| Петер Бондра 39:50 Мариан Госса 48:09 \| Голы \| Евгений Корешков 16:16 \| | Паласпорт Олимпико, Турин Зрителей: 9160 Судья: Данни Курманн |
| Словакия                              | 2 : 1 (0:1, 1:0, 1:0) | Казахстан                                                     |
| Петер Бондра 39:50 Мариан Госса 48:09 | Голы | Евгений Корешков 16:16                                        |

| 21 февраля 2006                           | \| Латвия \| 2 : 5 (1:1, 0:1, 1:3) \| Казахстан \| \| Леонид Тамбиев 15:13 Айгарс Ципрусс 45:04 \| Голы \| Александр Корешков 14:20 Николай Антропов 35:04 Сергей Александров 42:33 Евгений Корешков 44:53 Евгений Корешков 48:08 \| | Торино Эспозиционе, Турин Зрителей: 2300 Судья: Кристер Леркинг                                                        |
| Латвия                                    | 2 : 5 (1:1, 0:1, 1:3) | Казахстан |
| Леонид Тамбиев 15:13 Айгарс Ципрусс 45:04 | Голы | Александр Корешков 14:20 Николай Антропов 35:04 Сергей Александров 42:33 Евгений Корешков 44:53 Евгений Корешков 48:08 |